# Boule de riz
Il y a deux sortes de boules de riz :
- les boules de riz à base de farine de riz gluant
- les Onigiri : boules de riz japonaises à base de riz

## Boules de riz gluant

### Dénomination
L'appellation « Rice ball » (ou la concaténation Riceball) pour désigner des boules de riz gluant est largement utilisée car les boules de riz gluant surgelées, vendues en supermarchés asiatiques, étant des produits d'importation, c'est le nom « international » (anglais) qui est mis en avant.

### Description

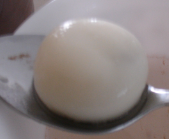
Une boule de riz gluant cuite

Elles sont consommées en Chine et dans d'autres pays d'Asie. La plupart du temps, elles sont sucrées et garnies, avec par exemple du sésame noir (sucré et haché avec adjonction de matière grasse végétale), des cacahuètes hachées, des haricots rouges sucrés. On peut aussi en trouver garnies avec de la farce à base de viande.
En général, ces boules de riz (ou rice balls) sont en forme de sphère de 3 à 5 cm de diamètre.
Si elles ne sont pas garnies, leur diamètre est conséquemment réduit (jusqu'à environ un ou deux centimètres).
Le mode de cuisson est très simple, il suffit de les ébouillanter. Quand les boules de riz sont cuites, si elles sont nature, elles flottent à la surface. Si elles sont garnies, cela dépend de la garniture, mais le plus souvent il faut attendre quelques petites minutes de plus après qu'elles ont commencé à flotter (les boules de riz crues coulent à pic).
Les boules de riz sont servies chaudes dans leur eau de cuisson ou un bouillon.
On peut trouver des recettes proches, garnies avec de la farce à base de viande, cette fois-ci. Elles ne sont plus alors appelées des boules de riz (ou rice balls), et ont une forme de pain rond. On les cuit alors à la poêle avec un peu d'huile, ou bien on les fait frire.